# 白鷹 (小惑星)
白鷹（しらたか、12445 Sirataka）は、小惑星帯（メインベルト）に位置する小惑星の一つ。山形県南陽市のアマチュア天文家、大国富丸により発見された。
発見者の生まれた、山形県白鷹町から命名された。